# Northlake (Illinois)
Northlake es una ciudad ubicada en el condado de Cook en el estado estadounidense de Illinois. En el Censo de 2010 tenía una población de 12323 habitantes y una densidad poblacional de 1.502,35 personas por km².

## Geografía
Northlake se encuentra ubicada en las coordenadas 41°54′52″N 87°54′20″O / 41.91444, -87.90556. Según la Oficina del Censo de los Estados Unidos, Northlake tiene una superficie total de 8.2 km², de la cual 8.2 km² corresponden a tierra firme y (0%) 0 km² es agua.

## Demografía
Según el censo de 2010, había 12323 personas residiendo en Northlake. La densidad de población era de 1.502,35 hab./km². De los 12323 habitantes, Northlake estaba compuesto por el 66.95% blancos, el 3.22% eran afroamericanos, el 0.46% eran amerindios, el 2.79% eran asiáticos, el 0.03% eran isleños del Pacífico, el 23.66% eran de otras razas y el 2.88% pertenecían a dos o más razas. Del total de la población el 52.91% eran hispanos o latinos de cualquier raza.

## Educación
Dos distritos escolares, Distrito Escolar 87 de Berkeley y Distrito Escolar 83 de Mannheim, gestiona escuelas primarias y secundarias públicas que sirven a la ciudad.
- District 83: Gestiona ;a Roy Elementary School y la Westdale Elementary School en Northlake y la Mannheim Middle School en Melrose Park
- District 87: Gestiona la Riley Elementary School, la Whittier Elementary School, y la Northlake Middle School

Dos distritos escolares de preparatorias sirven a partes de Northlake:
- West Leyden High School District 212
- Distrito 209 de Escuelas Secundarias del Municipio de Proviso: La Proviso West High School en Hillside sirve al parte de distrito 209 de Northlake.[7]

Escuelas privadas:
- St. John Vianney
- Parkview Baptist Academy

Triton College es el colegio comunitario de la villa